# Dubbeltandmos
Dubbeltandmos (Didymodon) is een geslacht uit de kleimosfamilie (Pottiaceae).

## Determinatie
De planten vormen lichtgroene, roodgroene of bruinachtige tot zwartachtige gazons of kussens. De stengels zijn rechtopstaand, eenvoudig tot vertakt, tot ongeveer 2(–9) cm hoog. De bladeren zijn ovaal tot smal lancetvormig of driehoekig eivormig, scherp gepunt tot rond en vochtig, rechtopstaand en teruggebogen, hebben meestal teruggebogen bladranden en zijn geheel of, zeldzamer, getand. De bladnerf reikt bijna tot aan de bladpunt of kan kort uitlopen.
De laminacellen zijn min of meer uniform over het gehele bladoppervlak, vierkant aan de bovenkant, zeshoekig, afgerond tot kort rechthoekig en vaak zwak papillair, vierkant tot rechthoekig aan de onderkant en meestal glad.
De soort is meestal tweehuizig. De rechtopstaande seta is 0,3 tot 2 cm lang. De sporenkapsel is eivormig tot cilindrisch en min of meer rechtopstaand, de peristome tanden zijn kort rechtopstaand tot lang en bochtig, de calyptra is kapvormig.

## Verspreiding
Dubbeltandmos kent een kosmopolitische verspreiding. Ze werden of worden vaak toegewezen aan het nauw verwante geslacht Barbula. Er zijn wereldwijd ongeveer 125 soorten.

## Soorten
In Nederland zijn de volgende soorten bekend:
- Didymodon acutus (spits dubbeltandmos)
- Didymodon cordatus (rotsdubbeltandmos)
- Didymodon fallax (kleidubbeltandmos)
- Didymodon ferrugineus (hakig dubbeltandmos)
- Didymodon glaucus (blauwgroen dubbeltandmos)
- Didymodon icmadophilus
- Didymodon luridus (breed dubbeltandmos)
- Didymodon nicholsonii (rivierdubbeltandmos)
- Didymodon rigidulus (broeddubbeltandmos)
- Didymodon sicculus (zondubbeltandmos)
- Didymodon sinuosus (bros dubbeltandmos)
- Didymodon spadiceus (beekdubbeltandmos)
- Didymodon tomaculosus (worstdubbeltandmos)
- Didymodon tophaceus (stomp dubbeltandmos)
- Didymodon umbrosus (schaduwdubbeltandmos)
- Didymodon vinealis (muurdubbeltandmos)

## Naam
Het geslacht Didymodon werd in 1801 geïntroduceerd door Johann Hedwig. Het geslacht Didymodon is afgeleid van de oude Griekse woorden didymos = "dubbel" of tweeling en odon betekent "tand", wat verwijst naar de peristome tanden die in paren zijn gerangschikt.